# Галанин, Павел Александрович
Па́вел Алекса́ндрович Гала́нин (27 декабря 1886 (8 января 1887), Кулебаки — 24 ноября 1936, Москва) — российский революционер, советский государственный, политический и хозяйственный деятель, член Президиума Высшего совета народного хозяйства РСФСР, торговый представитель СССР в Литве.

## Биография
Павел Александрович Галанин родился 27 декабря 1886 (8 января 1887) в селе Кулебаки Ардатовского уезда Нижегородской губернии (ныне город в Нижегородской области) семье кочегара. С 15 лет работал слесарем на Кулебакском металлургическом заводе. С 1904 года участвовал в революционном движении, в 1905 году вступил в Российскую социал-демократическую рабочую партию. Принимал участие в начавшейся в 1905 году революции, жил в Санкт-Петербурге и Москве под вымышленными фамилиями. В 1906 году был арестован и находился в заключении до 1908 года. Был вторично арестован в 1909 году, на следующий год, после освобождения вернулся на родину, снова работал на заводе. В 1912 году организовал забастовку, после которой был вынужден уехать из Кулебак в Тулу, где трудился на Тульском оружейном заводе. В 1914 году вновь арестован, после освобождения на следующий год выехал в Петроград, где работал на заводах риксона и Айваза. В том же году был выслан был выслан в город Муром Владимирской губернии. Осенью 1916 года самовольно покинул место ссылки и переехал на Урал, где скрывался под фамилией Коломнин, работая на заводе в Лысьве, а затем на заводе Лесснера в Перми.
После Октябрьской революции 1917 года был управляющим Пермского отделения Экспедиции заготовления государственных бумаг. После захвата города частями Колчака выехал в Пензу, где был секретарём Пензенского губернского исполнительного комитета, с 1920 по 1921 годы — его председателем. В 1919 году избирался делегатом на VIII съезд РКП(б) от Пензенской губернии. С 1920 года — член Всероссийского центрального исполнительного комитета. С 1921 по 1922 годы — председатель Курского губернского исполнительного комитета. С 1922 по 1925 годы — ответственный секретарь Саратовского губернского комитета РКП(б). В 1923 году был избран делегатом XII съезда РКП(б), а 1924 году — XIII конференции РКП(б) от Саратовской губернии. С 1925 по 1927 года — председатель Всероссийского союза промысловой кооперации (Всекопромсоюза). С 1927 по 1929 году — торговый представитель СССР в Литве. С 1930 по 1931 годы — заведующий сектором подготовки кадров Народного комиссариата внешней торговли и член президиума Высшего совета народного хозяйства РСФСР. С 1931 по 1936 годы — член коллегии Народного комиссариата тяжёлой промышленности и управляющий объединения «Союзцемент». С 1933 года — член Общества старых большевиков. Скончался в Москве 24 ноября 1936 года. Похоронен на Новодевичьем кладбище.

## Память
В честь Павла Александровича Галанина названа улица в Кулебаках.